# Острогорский, Сергей Алексеевич
Серге́й Алексе́евич Острого́рский (20 августа (1 сентября) 1867, Санкт-Петербург, Российская империя — 19 декабря 1934, Ревель, Эстония) — потомственный дворянин, действительный статский советник, доктор медицины, один из основоположников Санкт-Петербургской и Российской школы врачей-педиатров, крупный специалист в вопросах школьной гигиены. Один из первых директоров высших курсов П. Ф. Лесгафта, почётный лейб-педиатр Двора Его Императорского Величества.

## Биография
Родился 20 августа (1 сентября) 1867 года в семье штабс-капитана (впоследствии — генерала от инфантерии) Алексея Николаевича Острогорского.
Окончив в 1885 году с золотой медалью 4-ю петербургскую (Ларинскую) гимназию в 1886 году поступил в Медико-хирургическую академию, которую успешно окончил в 1891 году. Был оставлен для «научного совершенствования» в детской клинике Михайловской больницы баронета Я. В. Виллие, руководимой в те годы профессором Н. И. Быстровым.
Одновременно на базе физиологического отделения Института экспериментальной медицины, под руководством профессора И. П. Павлова С. А. Острогорский подготовил диссертацию на тему «Темный пункт в иннервации слюнных желез». Её блестящая защита прошла в стенах Военно-медицинской академии в 1895 году.
С получением степени доктора медицины Сергей Алексеевич ещё несколько лет продолжал трудиться в клинике академии, совмещая её с работой в Елизаветинской больнице для малолетних детей и со службой в приюте великой княгини Екатерины Михайловны для призрения детей, чьи родители лечатся в больницах (ул. Псковская, д. 12).
В 1901 году, оставив клинику в медико-хирургической академии, С. А. Острогорский занял должность старшего врача в Николаевском кадетском корпусе. В том же году Сергей Алексеевич вошел в состав попечительского комитета о сестрах милосердия общества Красного Креста. Здесь он вел занятия на подготовительных курсах общества, а также бесплатный прием больных в амбулатории Евгениевской Общины сестер милосердия Красного Креста на Старорусской ул., д 3. С этого времени, с благотворительной деятельностью С. А. Острогорский не расставался вплоть до закрытия попечительского комитета большевиками в 1917 году. Несколькими годами позже он даже возглавил российское отделение Международной лиги охраны младенчества при Международном комитете Красного Креста.
В 1904 году С. А. Острогорский вошёл в состав четвёртого отделения Собственной Его Императорского Величества канцелярии, где ведал вопросами «По подаче врачебно-медицинской помощи» и деятельностью Ведомства учреждений императрицы Марии. С 1905 года на педагогических курсах преподавателей ведомства военно-учебных заведений Сергей Алексеевич начал чтение лекций по школьной гигиене. С этого времени он стал тесно сотрудничать с П. Ф. Лесгафтом. Наконец, в 1907 году на С. А. Острогорского были возложены обязанности почетного лейб-педиатра при Дворе ЕИВ.
Не оставляя ни одного из перечисленных постов, в 1911 году С. А. Острогорский возглавил детскую клинику в Рождественском барачном лазарете при Рождественских фельдшерских курсах. Тогда же он был избран председателем 4-го отделения Русского общества охраны народного здоровья.
Свою последнюю должность в императорской России — директора высших курсов имени П. Ф. Лесгафта, Сергей Алексеевич занял в 1915 году. В этом же году коллеги избрали его товарищем председателя (заместителем) Российского общества детских врачей.
С. А. Острогорский оказался одним из немногих русских врачей-педиатров, кто после Октябрьской революции вынужден был покинуть Россию. Правда, поначалу, в течение нескольких месяцев он даже послужил Советской власти. В марте 1918 года в Петрограде при так называемом Союзе коммун Северной области был образован Комиссариат здравоохранения, в котором Сергей Алексеевич возглавил школьно-гигиенический отдел, но в 1919 году был арестован. Его фамилия фигурирует в списках репрессированных, правда без уточнения причин и обстоятельств ареста. Вероятно, достаточно скоро Сергей Алексеевич оказался на свободе.
С. А. Острогорский эмигрировал в Чехословакию, где в вошёл в Объединение российских земских и городских деятелей в Чехословакии. В Земгоре (так сокращенно называлось Объединение) он заведовал культурно-просветительным отделом.
В 1923 году в Праге, Сергей Алексеевич организовал и возглавил Русский педагогический институт им. Яна Амоса Коменского. В том же году он стал профессором Русского народного университета и одним из создателей Общество русских врачей в Чехословакии. Кроме научных задач это Общество занималось трудоустройством врачей и их материальной поддержкой.
За границей Сергей Алексеевич вел обширную общественную деятельность. Он был активным членом Русского Сокольского движения, членом правления Академии наук, уполномоченным Российского общества Красного Креста, деятелем Союза русских военных инвалидов в Чехословакии. С. А. Острогорский регулярно выступал с публичными лекциями на медицинские темы. В частности, он выступал с докладами на собрании, посвященном памяти Н. И. Пирогова, на праздновании столетия С. П. Боткина.
В конце 20-х годов, после закрытия института им. Яна Амоса Коменского С. А. Острогорский перебрался сначала в Ниццу, а затем в Ревель, где и скончался в 1934 году.
Известно, что Сергей Алексеевич Острогорский хотел быть похороненным в Петербурге. Ради этого в 1913 году он даже выкупил участок земли рядом с могилой сына на Никольском кладбище Алесандро-Невской лавры. Но судьба распорядилась иначе. Его прах покоится на одном из кладбищ Таллина.

## Некоторые научные труды
- Штрюмпель А. Руководство к клиническому исследованию больных. Пособие при занятиях в клинике /Prof. dr. Adolf Strümpell, дир. Мед. кдиники в Эрлангене / Пер. врач С. Острогорский. — СПб.: типо-лит. А.М. Вольфа, 1887. — 32 с.
- Острогорский С. А. Темный пункт в иннервации слюнных желез. / Дис. на степень д-ра мед. Сергея Острогорского, арх. Акад. детск. клиники / Из Физиол. отд-ния Ин-та экспериментальной медицины.. — СПб.: тип. М.М. Стасюлевича, 1894. — 82 с. — (Серия диссертаций, допущенных к защите в Императорской Военно-медицинской академии в 1894-1895 учебном году ; № 13).
- Острогорский С. А. Важный пробел в женском воспитании // Образование. — 1894, № 3. — 258-264 с.
- Острогорский С. А. По поводу доклада д-ра К.А. Раухфусса: "Клиническая бактериология дифтерии и лечение противодифтерийной сывороткой". — СПб.: тип. Я. Трей, 1895. — 18 с. — (Из О-ва детск. врачей. Заседание 23 янв.).
- Раухфус К. А., Острогорский С. А. Клиническая бактериология дифтерии. — СПб., 1895. — 18 с.
- Острогорский С. А. Вопросы физического воспитания и спорта на международном конгрессе в Брюсселе летом 1905 г.. — СПб., 1906. — (в кн.: Труды руководителей и слушателей Педагогических курсов военно-учебных заведений  1906 [4], X).
- Метальников С., Эрасси Н., Лосский Н., Гарф  М., Золотарев С., Фигнер В., Ливчак Е., Острогорский С., Зайцевский И., Морозов Н. Памяти Петра Францевича Лесгафта. [Сб. ст.]. — СПб.: газ. "Школа и жизнь", 1912. — 318 с.
- Острогорский С. А. Задачи физического образования // Русская школа за рубежом. — Прага, 1923, Кн. 1. — 94-99 с.
- Острогорский С. А. Теория физического воспитания. Лекции, читанные в 1924/25 уч. г. в Русском пед. ин-те в Праге. — Прага, 1825.
- Острогорский С. А. Школьная гигиена. Курс лекций, читанных в Русском пед. ин-те им. Я. А. Коменского в 1925/26 уч. г.. — Прага, 1826.

#### Доклады на заседаниях Общества детских врачей
| Опыт применения противодифтерийной сыворотки | 20.12.1895 | О преподавании основ охраны материнства и младенчества в учебных заведениях | 1915 |
— 

## Награды
- орден Святого Владимира 3-й ст.;
- орден Святого Станислава 2-й ст.;
- Медаль «В память 100-летия Отечественной войны 1812»;
- медаль «В память 300-летия царствования дома Романовых».

## Семья
Жена: Надежда Ивановна Калашникова (?). Их дети: Нина (07.01.1895—?), Надежда (26.05.1896—?), Мария (26.03.1900—?). Был ещё сын Сергей, умерший младенцем и похороненный на Никольском кладбище Александро-Невской лавры рядом с могилой бабушки Варвары Александровны.

## Адреса в Петербурге
В годы учёбы в Медико-хирургической академии С. А. Острогорский жил в доме № 19 по Большой Дворянской ул. Затем в период с 1896 года по 1913 год он сменил ряд адресов: Большая Московская ул., д. 9; Офицерская ул., д. 23; Театральная пл., д. 6; Троицкий пр., д. 5. В 1915 году Сергей Алексеевич поселился в доме № 22 на Знаменской ул., откуда в 1918 году и уехал из России.

## Интересные факты
- О драматическом эпизоде работы лейб-медиков при императорском Дворе, связанным с лечением больного гемофилией цесаревича Алексея поведала великая княгиня Ольга Александровна:

«…Приведем другой случай очевидного исцеления мальчика по молитвам Распутина, хотя Григорий в то время находился в Сибири, а Алексей — в Польше. В октябре 1912 года Царская Семья была в их охотничьем домике в Спале, недалеко от Варшавы. Алексей катался на лодке и когда вылезал из неё ударился правой ногой. Вскоре боль в ноге стала невыносимой, вновь произошло кровоизлияние. В Спале собрался консилиум, состоявший из докторов Евгения Боткина, Сергея Федорова, Карла Раухфусса и Сергея Острогорского, — они оказались беспомощны. Температура поднялась выше 40°С. О хирургическом вмешательстве не могло быть и речи, так как оно неминуемо привело бы к сильному кровоизлиянию со смертельным исходом. Пульс мальчика был еле слышен, и доктора уже не надеялись на его выздоровление. Императрица Александра Феодоровна послала срочную телеграмму Григорию Распутину в Покровское. От него сразу же последовал ответ: „Бог увидел Ваши слезы и услышал Ваши молитвы. Не печальтесь. Маленький не умрет. Не давайте докторам мучить его слишком много“. Через час мой племянник был вне опасности. Позже, в том же году, я встретила проф. Федорова, который сказал мне, что исцеление было совершенно необъяснимо с точки зрения медицины».— "Великий праведный старец страстотерпец Григорий"

Участники съезда русских ученых (в изгнании) в Белграде. Сидит третьим справа С. А. Острогорский. На снимке обозначены А. В. Маклецов, С. В. Завадский, Г. В. Вернадский. 27.09.1929 г.

- Возможная причина спешной эмиграции С. А. Острогорского заключалась в том, что руководство Российского общества Красного Креста, где он занимал одну из ведущих позиций, крайне отрицательно отнеслось к Октябрьскому перевороту и не признало власти большевиков. В связи с этим, декретом Совета Народных Комиссаров РСФСР от 4 января 1918 Главное управление Российского общества Красного Креста было упразднено. Деятели общества оказались перед реальной угрозой репрессий и покинули Петроград. В последующим они пытались восстановить структуру организации на территориях, подконтрольных белым. После окончания Гражданской войны была попытка восстановить деятельность Российского Красного Креста в Париже, но в конце 1920-х, под давлением политических обстоятельств всё было свернуто.
- В эмиграции в Ревеле С. А. Острогорский был дружен с камердинером Двора ЕИВ А. А. Волковым и оказался косвенно причастным к интриге вокруг Анны Андерсон — самозванки, объявившей себя великой княжной Анастасией.

После смерти А. А. Волкова в 1929 году, профессор С. А. Острогорский утверждал, что бывший придворный не был полностью уверен в своем мнении насчет Анны Андерсон. «С одной стороны — писал Острогорский — он отрицал её подлинность. С другой — он сказал мне, что беседа с больной Анной Андерсен его глубоко взволновала, что он плакал, и поцеловал её руку, что безусловно никогда бы не сделал, если кто-то другой, а не великая княжна стоял перед ним». Отвечая на вопрос о своей непоследовательности, А. А. Волков, по словам С. А. Острогорского, расплакался и закричал: «Это правда, я считаю, что она великая княжна. Не может кто-то иной так говорить о России».
- По иронии судьбы великолепная дача С. А. Острогорского на Карельском перешейке в поселке Тюрисевя (ныне Ушково) после Великой Отечественной войны ещё долго служила детскому здравоохранению Ленинграда. Здесь находился детский противотуберкулезный санаторий № 5. Собственно, санаторий «Жемчужина»[15] в этом месте находится и сейчас, однако в 1989 году обветшавшая дача была снесена[16].